# Paul-Joseph Bodin
 Paul-Joseph Bodin (* 20. September 1847 in Saumur; † 16. Februar 1926 in Paris) war ein französischer Bauingenieur. 

## Leben und Wirken

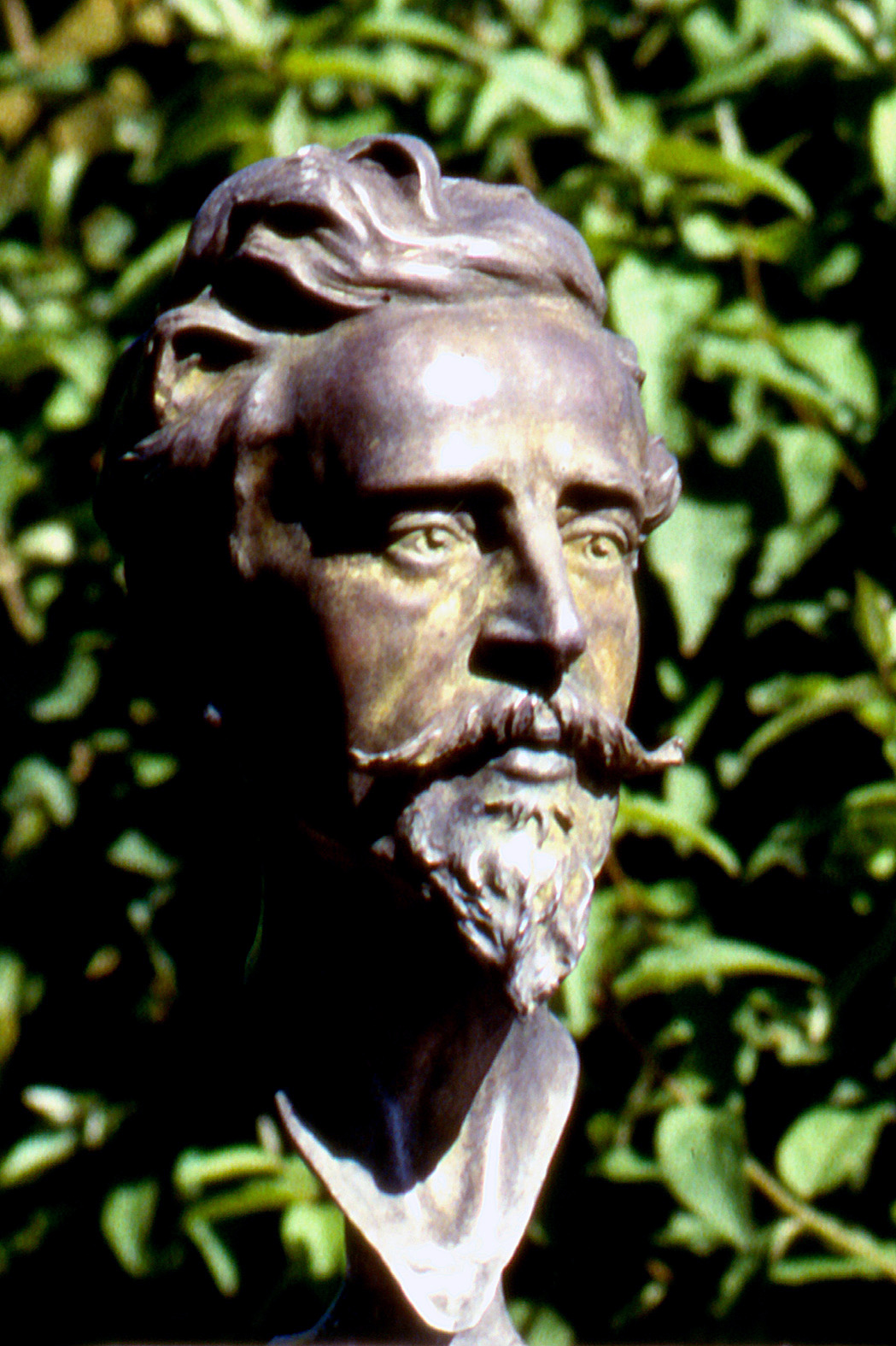
Paul Joseph Bodin, Büste (2002) beim Viaur-Viadukt

Als Sohn eines hauptsächlich im Kirchenbau tätigen Architekten geboren, studierte Bodin nach seinem Abitur von 1864 bis 1871 Bauingenieurwesen am Institut national polytechnique de Toulouse und an der École Centrale des Arts et Manufactures in Paris. Nach seinem abgeschlossenen Studium arbeitete er bis 1883 bei der Société de Construction des Batignolles, bei der er bald zum leitenden Ingenieur wurde. Dieses Planungsbüro um den Ingenieur Ernest Goüin, der das Unternehmen gründete, baute in dieser Zeit einige bekannte Brücken in Europa und Australien, wie 1876 die Margarethen-Brücke in Budapest.
Seit 1870 war Bodin mit einem späteren leitenden Ingenieur einer Eisenbahngesellschaft bekannt. Vermutlich berichtete dieser ihm von der Problematik um die geplante 500 m lange und 100 m hohen Brücke über der Viaur in Südfrankreich, deren Errichtung bereits 1876 für den Bau der Eisenbahnlinie Carmaux–Rodez beschlossen wurde, für welche allerdings mehr als 10 Jahre keine technische Lösung gefunden wurde. Als 1887 für den Bau des Viaduc du Viaur ein Wettbewerb ausgeschrieben wurde, reichte Bodin, zusammen mit der als Bauunternehmer auftretenden Société des Batignolles, einen Entwurf einer Auslegerbrücke ein, welcher in Fachkreisen viel diskutiert wurde. Es handelt sich dabei um eine Fachwerkkonstruktion aus Stahl, mit einer Hauptspannweite von 220 m, einer Gesamtlänge von 410 m und einer Höhe über dem Talgrund von 116 m.
Von der ausschreibenden Eisenbahngesellschaft wurden vorerst allerdings sämtliche eingereichten Vorschläge abgelehnt. Erst eine vom französischen Verkehrsministerium eingesetzte Fachkommission entschied sich für Bodins Vorschlag und 1895 kam es zum ministeriellen Beschluss, wodurch der Bau am 3. Mai 1895 begonnen werden konnte. Das Modell dieser in Bau befindlichen Viaurbrücke wurde auch auf der Pariser Weltausstellung 1889 präsentiert und fand dort viel Beachtung. Die Brücke wurde 1902 fertiggestellt und am 5. Oktober 1902 übergeben.
1903 wurde Bodin Präsident einer Architekturschule und Präsident der Vereinigung der französischen Bauingenieure.
Bodin gewann die Ausschreibung der Wujiazhai-Eisenbahnbrücke der Yunnan-Bahn, die als Dreigelenkbogenbrücke ausgeführt wurde.
Er hatte 1882 Marie-Louise Theodora Gorguos geheiratet, zusammen hatten sie einen Sohn.

## Ehrungen
Für seine architektonischen Leistungen und als Ehrung seiner Lehrtätigkeit wurde er zum Offizier der französischen Ehrenlegion ernannt.

## Bauwerke
- Viaduc du Viaur (1895–1902)

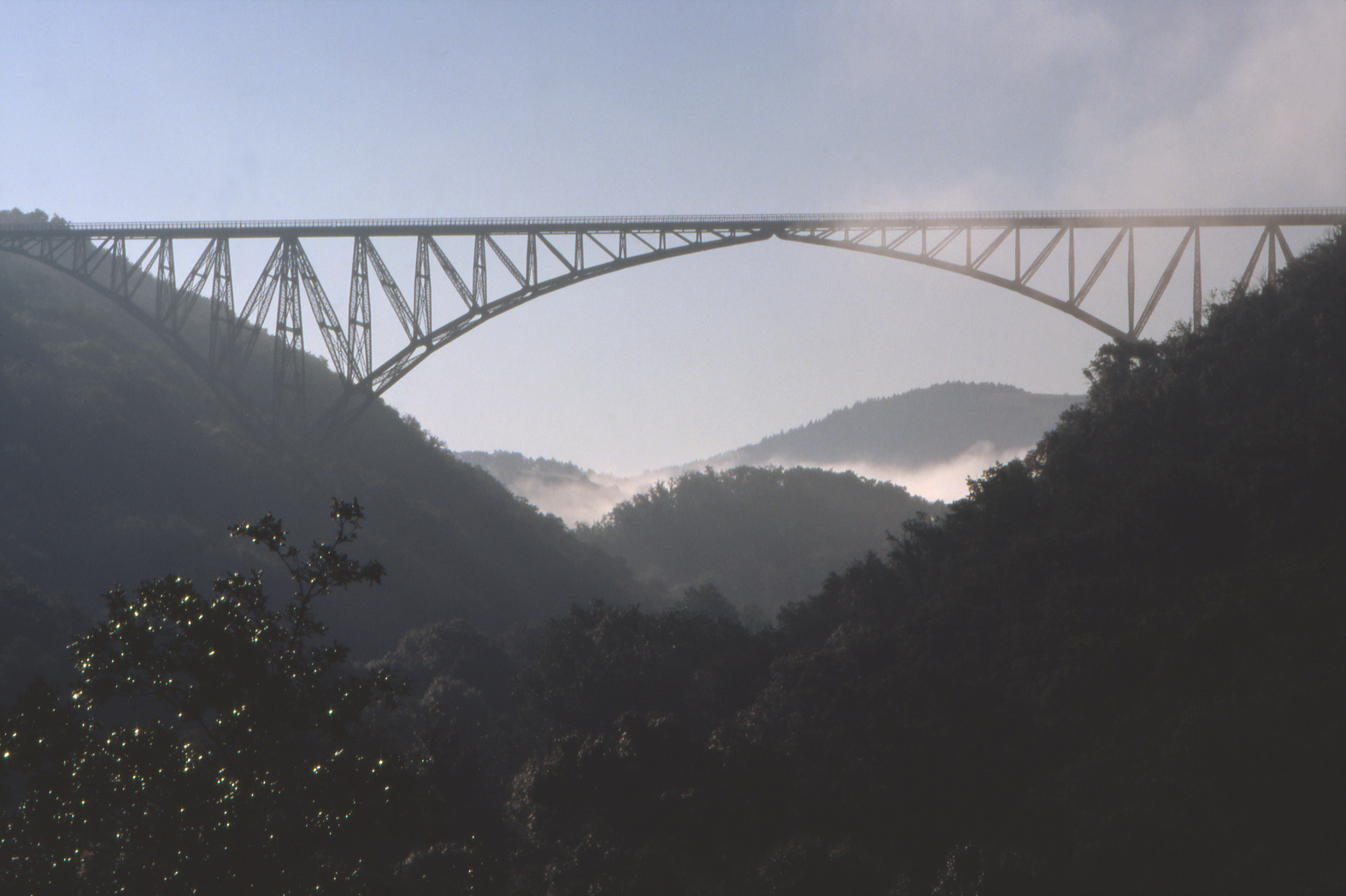
Viaur-Viadukt

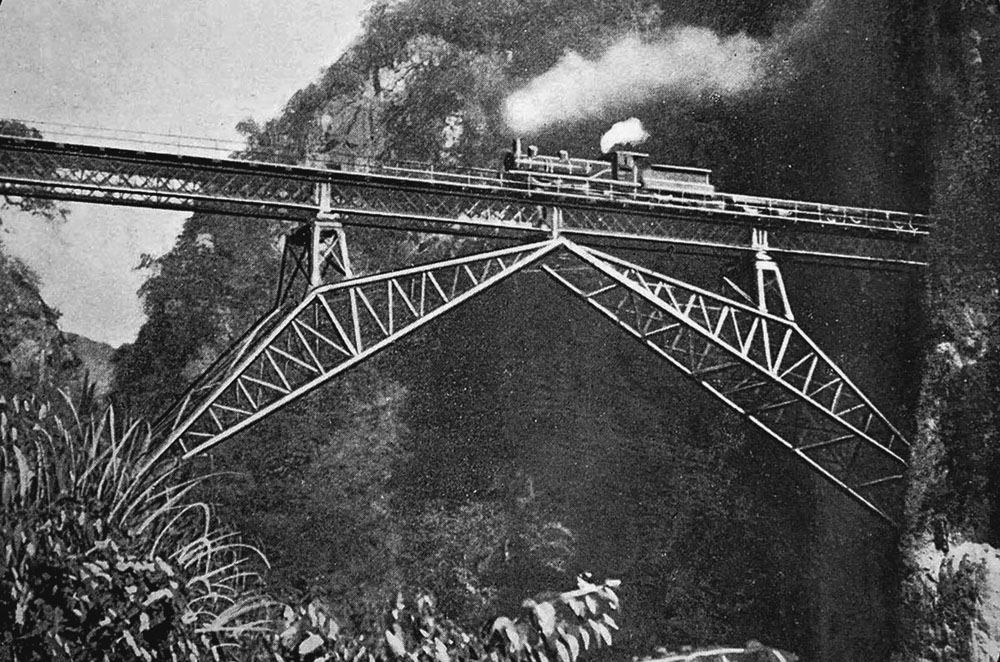
Wujiazhai-Eisenbahnbrücke

- Troizki-Brücke in St. Petersburg (1897–1903), beteiligt[2]
- Fußgängerbrücke in Pont-Aven (1907)
- Wujiazhai-Eisenbahnbrücke der Yunnan-Bahn (1907–1908)
- Asopos Viadukt über den Gebirgsbach Asopos südlich von Lamia (1908); hierbei handelte es sich um einen Dreigelenkrahmen (vgl. Dreigelenkbogen). Die beiden Teilträger, die die Schlucht in 100 m Höhe 80 m weit überspannten, waren geknickt statt gebogen und zu den Enden verjüngt.[3][4][5]